# Bolpur
Bolpur è una suddivisione dell'India, classificata come municipality, di 65.659 abitanti, situata nel distretto di Birbhum, nello stato federato del Bengala Occidentale. In base al numero di abitanti la città rientra nella classe II (da 50.000 a 99.999 persone).
Nel suo territorio si trova anche Santiniketan, città universitaria sede della celebre Università Visva-Bharati, dichiarata patrimonio dell'umanità nel 2023.

## Geografia fisica
La città è situata a 23° 40' 0N N e 87° 43' 0 E e ha un'altitudine di 57 m s.l.m..

## Società

### Evoluzione demografica
Al censimento del 2001 la popolazione di Bolpur assommava a 65.659 persone, delle quali 33.394 maschi e 32.265 femmine. I bambini di età inferiore o uguale ai sei anni assommavano a 6.726, dei quali 3.420 maschi e 3.306 femmine. Infine, coloro che erano in grado di saper almeno leggere e scrivere erano 47.785, dei quali 26.330 maschi e 21.455 femmine.